# Circik
Circik este un oraș situat în partea de est a Uzbekistanului, în Regiunea Tașkent, pe Râul Circik.
S-a fondat în 1935 prin unirea mai multor sate ale căror locuitori lucrau la hidrocentrala de pe râu. Industria este reprezentată de metalurgie, chimie (îngrășăminte azotoase) și construcții de mașini

## Personalități născute aici
- Server Djeparov (n. 1982), fotbalist.